# Saint James's Park
För andra platser med likartat namn, se Saint James Park (olika betydelser).
Saint James's Park, även skrivet St. James's Park, är en 23 hektar stor park i Westminster i centrala London. Den ligger längs paradgatan The Mall mittemot Buckingham Palace. I parken finns en mycket vacker sjö med svanar och andra fåglar. I närheten av parken ligger tunnelbanestationen St. James's Park, invigd 1868.
Parken utformades av landskapsarkitekten John Nash.

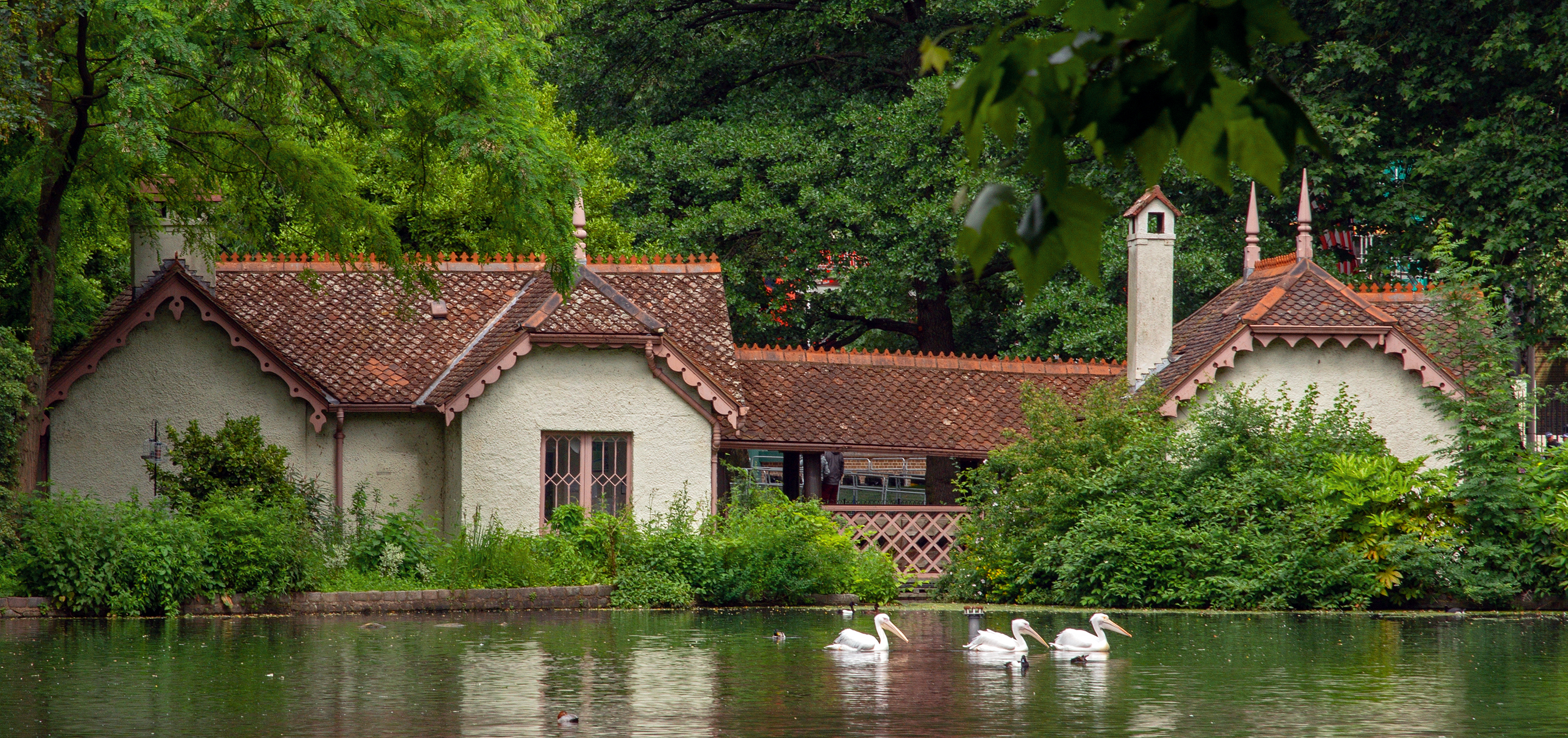
Duck Island Cottage på Duck Island

Det finns två öar i sjön, West Island och Duck Island, där välgörenhetsorganisationen London Parks & Gardens Trust. Bland sjöns många sjöfåglar befinner sig en pelikankoloni vars förfäder har funnits i parken sedan år 1664 när den ryska ambassadören skänkte dem till kung Charles II.